# Nils Ehlers
Nils Ehlers (Berlijn, 4 februari 1994) is een Duits volleyballer en beachvolleyballer. Hij nam als beachvolleyballer eenmaal deel aan de Olympische Spelen en won daarbij een zilveren medaille. Hij is drievoudig Duits kampioen beachvolleybal.

## Carrière

### Zaal
Ehlers speelde vanaf 2010 in de zaal voor TSV Spandau 1860. Gedurende het seizoen 2014/15 was hij met Berliner VV actief in de derde divisie en het seizoen daarop kwam hij voor Netzhoppers Königs Wusterhausen uit in de Bundesliga.

### Beach

#### 2016 tot en met 2021
Ehlers begon in 2013 met beachvolleybal en vormde van 2016 tot en met 2017 een team met Max Betzien. Het duo was voornamelijk actief in de German Beach Tour en bereikte bij de Duitse kampioenschappen in Timmendorfer Strand achtereenvolgens een vijfde en negende plaats. In het najaar van 2017 wisselde Ehlers van partner naar Lorenz Schümann met wie hij in de FIVB World Tour debuteerde. De twee speelden negen wedstrijden in de mondiale competitie en behaalden daarbij een tweede (Jinjiang) en drie negende plaatsen (Kish, Mersin en Luzern). In de zomer van 2018 vormde Ehlers een duo met Lars Flüggen en werd met hem derde bij de nationale kampioenschappen. Het jaar daarop nam het duo aan twaalf reguliere toernooien in de mondiale competitie deel. Ze behaalden daarbij een tweede plaats in Tokio en vijfde plaatsen in Kuala Lumpur en Wenen. Bij de wereldkampioenschappen in eigen land verloren ze in de zestiende finale van de Amerikanen Tri Bourne en Trevor Crabb. Ze sloten het seizoen af met een negende plaats bij de World Tour Finals in Rome.
Na afloop deden ze mee aan het olympisch kwalificatietoernooi en speelden ze twee wedstrijden in de World Tour van het seizoen 2019/20 – negende in Chetumal en vijfde in Doha – dat door de coronapandemie gestaakt werd. In 2020 deed Ehlers met Simon Pfretzschner mee aan de Europese kampioenschappen in Jurmala waar ze na twee nederlagen niet verder kwamen dan de groepsfase. Het jaar daarop waren Ehlers en Flüggen actief op zes internationale toernooien met onder meer een vijfde plaats in Gstaad als resultaat. Met Lukas Pfretzschner werd hij bovendien vijfde bij de EK in Wenen, nadat ze in de kwartfinale verslagen werden door de Nederlanders Alexander Brouwer en Robert Meeuwsen. 

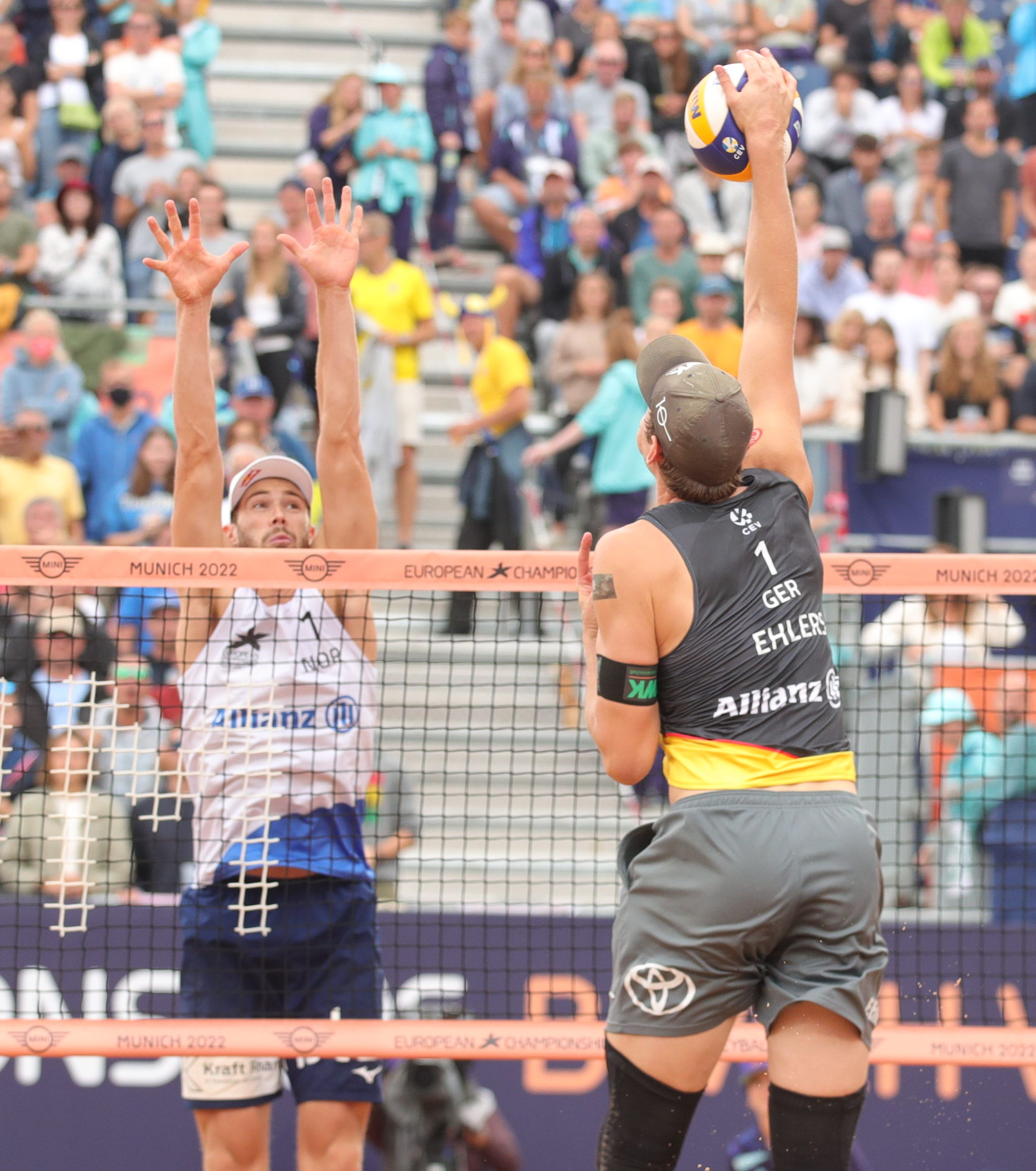
Ehlers (rechts) in actie bij de EK in München (2022)

#### 2022 tot heden
Sinds 2022 vormt Ehlers een team met Clemens Wickler. Het duo deed dat seizoen mee aan vijf toernooien in de Beach Pro Tour – de opvolger van de World Tour – en behaalde daarbij twee derde (Kuşadası en Hamburg) en twee vijfde plaatsen (Doha en Jurmala). Bij de WK in Rome bleven ze in de zestiende finale steken tegen het Piotr Kantor en Maciej Rudol uit Polen. Bij de EK in München verloren ze de kwartfinale van de Noren Anders Mol en Christian Sørum. Met Wickler won Ehlers bovendien zijn eerste nationale titel.
Het seizoen daarop begonnen ze met een vijfde plaats in Doha en een derde plaats in Tepic. In april en mei volgden in Uberlândia en Ostrava twee vijfde plaatsen en in juli eindigden ze als negende in Gstaad en als vijfde in Montreal. Bij de EK in Wenen begin augustus verloren ze de kwartfinale van de latere kampioenen David Åhman en Jonatan Hellvig uit Zweden. In eigen land verdedigden ze met succes de Duitse titel, maar kwamen ze bij het Elite16-toernooi van Hamburg niet verder dan de achtste finale. Een maand later bij het Elite16-toernooi van Parijs wonnen ze het zilver achter de Tsjechen Ondřej Perušič en David Schweiner. In oktober namen Ehlers en Wickler deel aan de WK in Mexico, waar ze in de achtste finale werden uitgeschakeld door het Poolse duo Bartosz Łosiak en Michał Bryl. Het duo speelde daarna in november het Elite16-toernooi van João Pessoa en sloot het jaar af met een zevende plaats bij de seizoensfinale in Doha.
In 2024 deden ze mee aan acht reguliere toernooien in de Beach Pro Tour. In Espinho wonnen ze de zilveren medaille achter Åhman en Hellvig. Daarnaast eindigden ze viermaal op de vierde plaats (Doha, Tepic, Brasilia en Wenen). Het tweetal plaatste zich via een derde plek op de olympische ranglijst voor de Olympische Spelen in Parijs. Daar wonnen ze hun poule en bereikten ze de finale na een overwinning op Mol en Sørum in de halve finale. In de finale verloren Ehlers en Wickler in twee sets van de Zweden Åhman en Hellvig, waardoor ze zilver wonnen. Bij de EK in Nederland werd het duo vice-kampioen nadat ze de finale van Mārtiņš Pļaviņš en Kristiāns Fokerots uit Letland verloren. In eigen land wonnen ze voor de derde keer op rij het Duits kampioenschap.

## Palmares
Kampioenschappen
- 2018:  NK
- 2020:  NK
- 2022:  NK
- 2023:  NK
- 2023: 9e WK
- 2024:  OS
- 2024:  EK
- 2024:  NK

FIVB World Tour
- 2018:  2* Jinjiang
- 2019:  4* Tokio

Beach Pro Tour
- 2022:  Kuşadası Challenge
- 2022:  Elite16 Hamburg
- 2023:  Elite16 Tepic
- 2023:  Elite16 Parijs
- 2024:  Elite16 Espinho